# Marigny (Manche)
Marigny és un municipi francès situat al departament de la Manche i a la regió de Normandia. L'any 2007 tenia 2.087 habitants.

## Demografia

### Població
El 2007 la població de fet de Marigny era de 2.087 persones. Hi havia 846 famílies de les quals 262 eren unipersonals (86 homes vivint sols i 176 dones vivint soles), 294 parelles sense fills, 263 parelles amb fills i 27 famílies monoparentals amb fills.
La població ha evolucionat segons el següent gràfic:
Habitants censats

### Habitatges
El 2007 hi havia 958 habitatges, 867 eren l'habitatge principal de la família, 18 eren segones residències i 73 estaven desocupats. 865 eren cases i 91 eren apartaments. Dels 867 habitatges principals, 544 estaven ocupats pels seus propietaris, 313 estaven llogats i ocupats pels llogaters i 11 estaven cedits a títol gratuït; 5 tenien una cambra, 57 en tenien dues, 156 en tenien tres, 244 en tenien quatre i 406 en tenien cinc o més. 711 habitatges disposaven pel capbaix d'una plaça de pàrquing. A 351 habitatges hi havia un automòbil i a 411 n'hi havia dos o més.

### Piràmide de població
La piràmide de població per edats i sexe el 2009 era:
| Homes | Edats   | Dones |
| ----- | ------- | ----- |
| 4     | 95 o +  | 4     |
| 4     | 90 a 94 | 0     |
| 16    | 85 a 89 | 36    |
| 4     | 80 a 84 | 36    |
| 28    | 75 a 79 | 68    |
| 24    | 70 a 74 | 48    |
| 68    | 65 a 69 | 80    |
| 36    | 60 a 64 | 60    |
| 36    | 55 a 59 | 28    |
| 60    | 50 a 54 | 44    |
| 88    | 45 a 49 | 80    |
| 76    | 40 a 44 | 72    |
| 48    | 35 a 39 | 48    |
| 60    | 30 a 34 | 56    |
| 64    | 25 a 29 | 44    |
| 60    | 20 a 24 | 44    |
| 76    | 15 a 19 | 60    |
| 60    | 10 a 14 | 32    |
| 68    | 5 a 9   | 48    |
| 88    | 0 a 4   | 36    |

## Economia
El 2007 la població en edat de treballar era de 1.223 persones, 929 eren actives i 294 eren inactives. De les 929 persones actives 855 estaven ocupades (452 homes i 403 dones) i 74 estaven aturades (25 homes i 49 dones). De les 294 persones inactives 128 estaven jubilades, 89 estaven estudiant i 77 estaven classificades com a «altres inactius».

### Ingressos
El 2009 a Marigny hi havia 883 unitats fiscals que integraven 2.152,5 persones, la mediana anual d'ingressos fiscals per persona era de 17.441 €.

### Activitats econòmiques
Dels 109 establiments que hi havia el 2007, 1 era d'una empresa extractiva, 4 d'empreses alimentàries, 1 d'una empresa de fabricació de material elèctric, 5 d'empreses de fabricació d'altres productes industrials, 9 d'empreses de construcció, 25 d'empreses de comerç i reparació d'automòbils, 5 d'empreses de transport, 2 d'empreses d'hostatgeria i restauració, 3 d'empreses d'informació i comunicació, 10 d'empreses financeres, 7 d'empreses immobiliàries, 19 d'empreses de serveis, 11 d'entitats de l'administració pública i 7 d'empreses classificades com a «altres activitats de serveis».
Dels 29 establiments de servei als particulars que hi havia el 2009, 1 era una oficina d'administració d'Hisenda pública, 1 gendarmeria, 1 oficina de correu, 4 oficines bancàries, 1 funerària, 1 taller d'inspecció tècnica de vehicles, 1 autoescola, 2 guixaires pintors, 2 fusteries, 1 lampisteria, 1 electricista, 1 empresa de construcció, 4 perruqueries, 3 veterinaris, 2 restaurants, 1 agència immobiliària i 2 salons de bellesa.
Dels 14 establiments comercials que hi havia el 2009, 1 era un hipermercat, 1 una botiga de més de 120 m², 2 fleques, 2 carnisseries, 1 una botiga de congelats, 3 botigues de roba, 1 una sabateria, 1 una botiga de mobles, 1 una botiga de material de revestiment de parets i terra i 1 una joieria.
L'any 2000 a Marigny hi havia 39 explotacions agrícoles que ocupaven un total de 765 hectàrees.

## Equipaments sanitaris i escolars
El 2009 hi havia 1 farmàcia i 1 ambulància.
El 2009 hi havia 2 escoles elementals. Marigny disposava d'un col·legi d'educació secundària amb 346 alumnes.

## Poblacions més properes
El següent diagrama mostra les poblacions més properes.